# Jean-Georges Lefranc de Pompignan

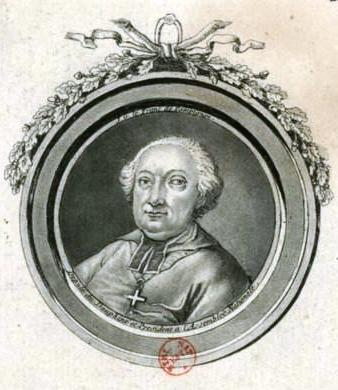
Jean-Georges Lefranc de Pompignan

Jean-Georges Lefranc de Pompignan (* 22. Februar 1715 in Montauban; † 29. Dezember 1790 in Paris) war Bischof von Puy und später Erzbischof von Vienne. Während der Französischen Revolution war er Mitglied der Nationalversammlung und zeitweise deren Präsident sowie Minister des Königs.

## Leben
Er war ein Bruder des Dichters Jean-Jacques Lefranc de Pompignan. Er besuchte das Collège Louis le Grand und das Priesterseminar von Saint-Sulpice. Er wurde zum Priester geweiht und erhielt die Funktion eines Archidiakons.
1743 wurde er Bischof von Le Puy. Er war auch Kommendatarabt von Saint-Chaffre. Er hielt die Grabrede nach dem Tod des Dauphins. Ebenso hielt er Juni 1768 eine Trauerrede auf die Königin Maria Leszczyńska. Er veröffentlichte eine Reihe von Schriften gegen die Philosophen der Aufklärung. Insbesondere kritisierte er Voltaire und veröffentlichte sogar 1763 einen entsprechenden Hirtenbrief. Er warf diesem einen blinden Glauben an die Naturwissenschaften, seine Sucht zu zweifeln und zu verneinen vor. Voltaire entgegnete mit zwei veröffentlichten Schreiben. Mit seinem Humor nahm er das Publikum für sich ein und bestritt Atheist zu sein.
Im Jahr 1774 wurde er Erzbischof von Vienne. Im Jahr 1789 war er Abgeordneter des Klerus der Dauphine in den Generalständen. Er gehörte zu den ersten Klerikern, die für ein Zusammengehen der Stände waren. Er wurde Mitglied der Nationalversammlung und beteiligte sich aktiv an den Debatten. Zeitweise war er auch Präsident der Versammlung. Ludwig XVI. ernannte ihn zum Mitglied der Regierung. Er war zuständig für die Beziehung der Regierung zur Kirche. Als Staatsminister verzichtete er auf sein Bischofsamt und erhielt als Ausgleich eine Abtei zugesprochen. Er sprach sich gegen die Zivilverfassung des Klerus aus.